# Burg Zakimi

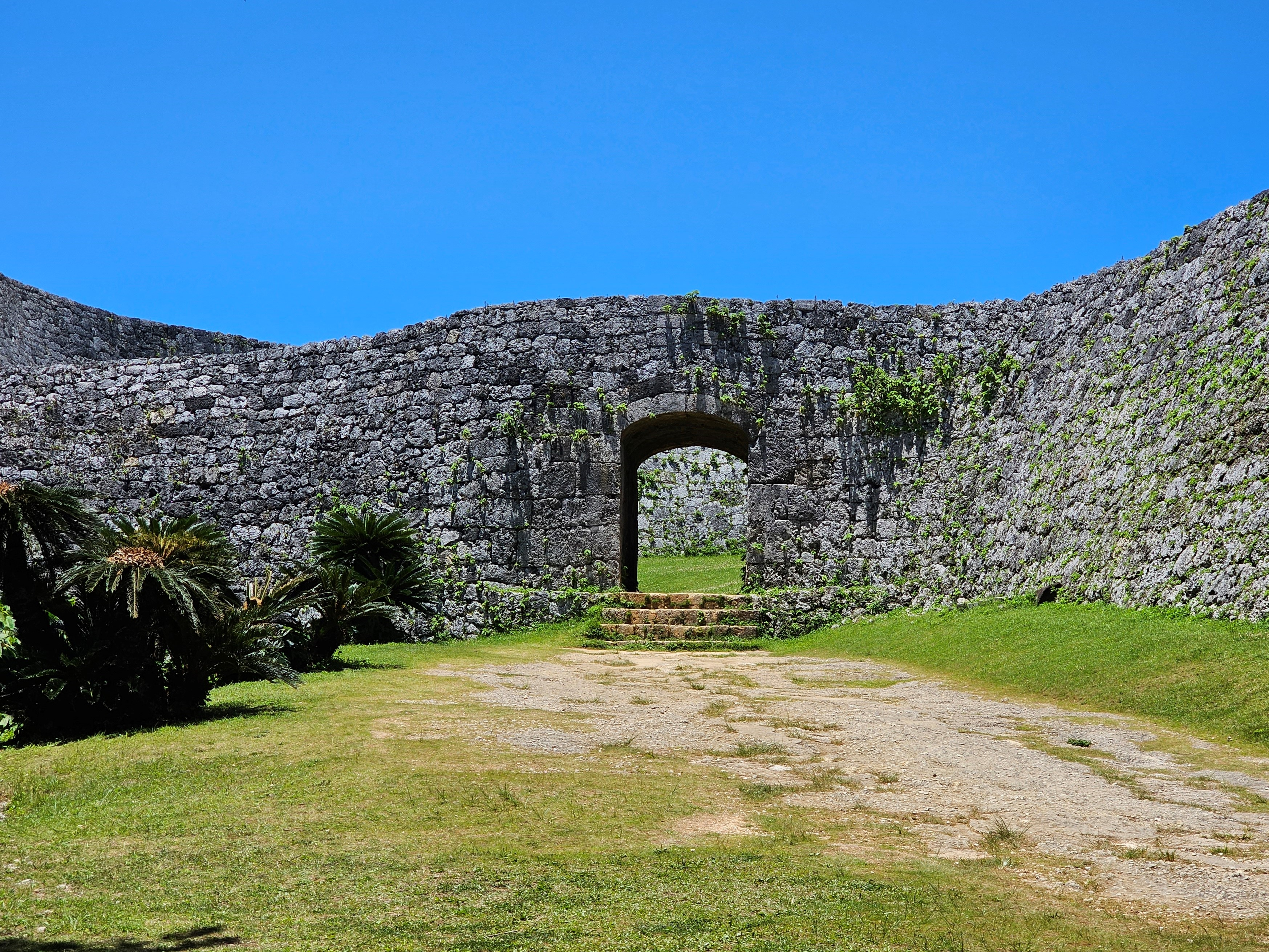
Zakimi Gusuku, Eingang

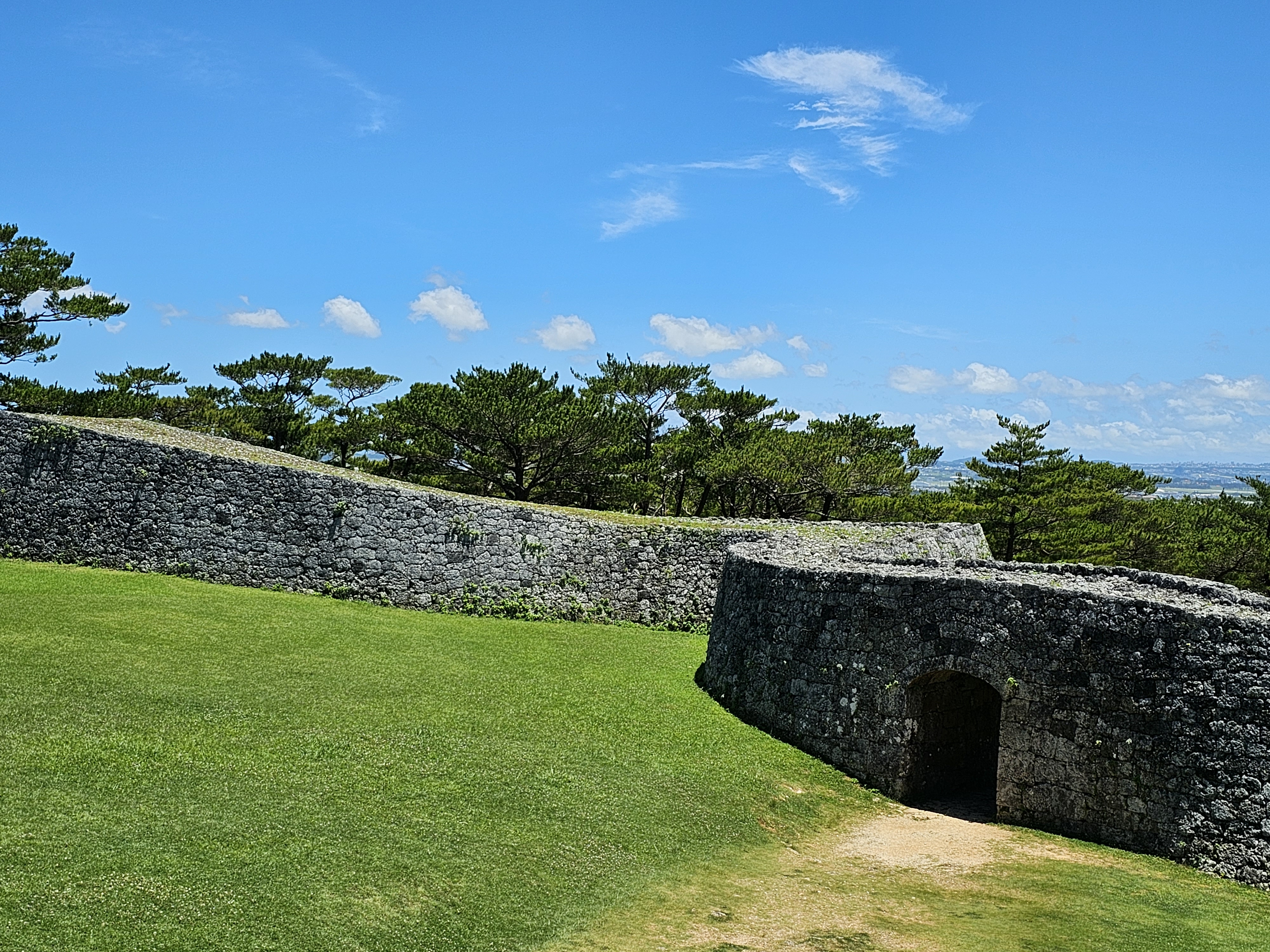
Burg Zakimi, äußere Mauer

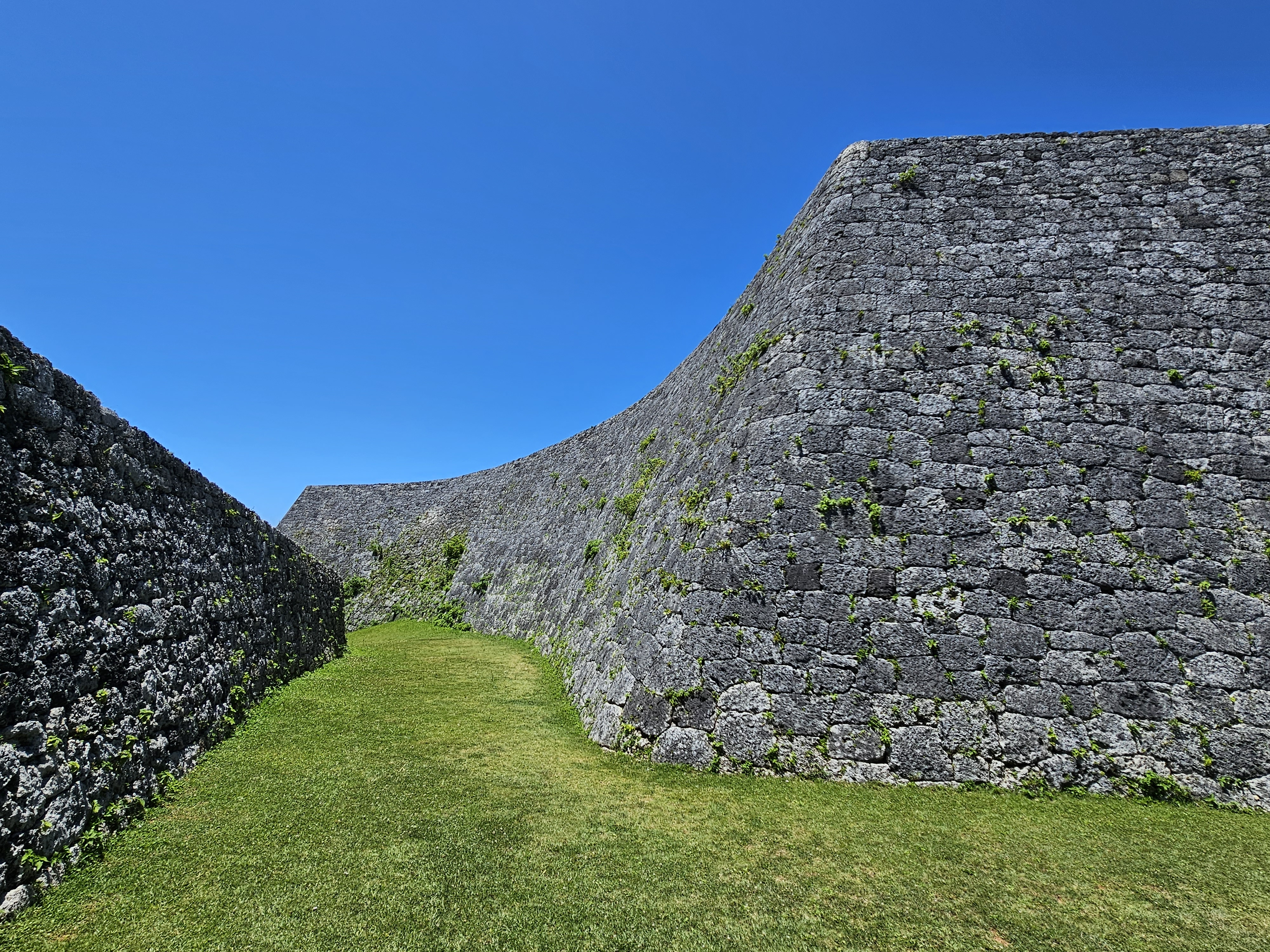
Burg Zakimi, Mauer

Burg Zakimi (jap. 座喜味城 Zakimi gusuku, auch Zakimi jō, Okinawaisch Zachimi Gushiku) ist ein Gusuku auf Okinawa Hontō, fertiggestellt zwischen 1416 und 1420, in der Sanzan-Zeit, kurz vor der Gründung des Königreichs Ryūkyū, in der heutigen Dorfgemeinde Yomitan im Landkreis Nakagami der japanischen Präfektur Okinawa.
Erbaut wurde die Burg Zakimi von Gosamaru (ca. 1390–1458), dem Yuntanza Aji, einem Landesfürsten und Architekten. Heute stehen nur noch die Mauern der Befestigungsanlage, die auf roter Erde (Kunigami Ma-ji) errichtet wurden und ehemals die Burg umgaben. Das Mauerwerk wurde in den Techniken „Nunodzumi“ und „Akatadzumi“ errichtet. Die Mauern und Tore, die zwei Innenhöfe voneinander trennen, bestehen aus Kalkstein, der zum Teil vom zerstörten Yamada Gusuku aus dem Heimatdorf Gosamarus stammt. In geschwungenen Linien ziehen die Mauern sich um die auf zwei Ebenen gelegenen Innenhöfe, wobei sie am höchsten Punkt etwa 13 Meter und am tiefsten Punkt 3 Meter hoch sind. Die Bogentore gelten als die ältesten auf Okinawa. Das Gusuku Zakimi ist auf einer Anhöhe von 125 Metern gelegen und bietet einen ausgezeichneten Fernblick über den Berg Onnadake, die Motobu-Insel sowie über das Festland.
Während der Schlacht um Okinawa nutzte die japanische Armee das Gusuku als Raketenstützpunkt, woraufhin die Gebäude aufgrund von Sprengungen und Kampfhandlungen zerstört wurden. In den 1970er und 1980er Jahren fanden umfangreiche Restaurierungsarbeiten statt.
Seit dem 30. November 2000 ist das Zakimi Gusuku als Weltkulturerbe der UNESCO anerkannt.